# Gastrodieae
Gastrodieae es una tribu de la subfamilia Epidendroideae perteneciente a la familia Orchidaceae. Tiene los siguientes géneros:

## Géneros
- Auxopus
- Didymoplexiella
- Didymoplexis
- Gastrodia
- Neoclemensia
- Uleiorchis